# Mistrzostwa Świata FIBT 1995
Mistrzostwa Świata FIBT 1995 odbywały się w dniu 20 lutego 1995 r. w niemieckiej miejscowości Winterberg, gdzie przeprowadzono konkurencje bobslejowe oraz w dniach 4–5 marca 1995 roku w norweskiej miejscowości Lillehammer, gdzie rozegrano konkurencję skeletonu.

## Skeleton
- Data: 4 – 5 marca 1995 Lillehammer

### Mężczyźni
| Miejsce | Sportowiec         | Narodowość | Czas    |
| ------- | ------------------ | ---------- | ------- |
| 1       | Jürg Wenger        | Szwajcaria | 3:39.63 |
| 2       | Christian Auer     | Austria    | 3:41.09 |
| 3       | Ryan Davenport     | Kanada     | 3:42.21 |
| 4       | Michael Grünberger | Austria    | 3:42.32 |
| 5       | Willi Schneider    | Niemcy     | 3:42.35 |
| 6       | Franz Plangger     | Austria    | 3:42.37 |
| 7       | Renato Bussola     | Włochy     | 3:42.97 |
| 8       | Alex Müller        | Austria    | 3:43.23 |
| 9       | Urs Vescoli        | Szwajcaria | 3:43.61 |
| 10      | Felix Poletti      | Szwajcaria | 3:44.36 |

### Tabela medalowa
| Miejsce | Państwo    |   |   |   | Razem |
| ------- | ---------- | - | - | - | ----- |
| 1.      | Szwajcaria | 1 | 0 | 0 | 1     |
| 2.      | Austria    | 0 | 1 | 0 | 1     |
| 3.      | Kanada     | 0 | 0 | 1 | 1     |

## Bobsleje

### Mężczyźni

#### Dwójki
- Data: 20 lutego 1995 r. Winterberg

| Miejsce | Narodowość | Zawodnik                     | czas |
| ------- | ---------- | ---------------------------- | ---- |
| 1       | Niemcy     | Christoph Langen Olaf Hampel | –    |
| 2       | Kanada     | Pierre Lueders Jack Pyc      | –    |
| 3       | Francja    | Éric Alard Éric Le Chanony   | –    |

#### Czwórki
- Data: 20 lutego 1995 r. Winterberg

| Miejsce | Narodowość | Zawodnik                                                        | czas |
| ------- | ---------- | --------------------------------------------------------------- | ---- |
| 1       | Niemcy     | Wolfgang Hoppe René Hannemann Ulf Hielscher Carsten Embach      | –    |
| 2       | Austria    | Hubert Schösser Gerhard Redl Thomas Schroll Martin Schützenauer | –    |
| 3       | Niemcy     | Harald Czudaj Thorsten Voss Udo Lehmann Alexander Szelig        | –    |

## Tabela medalowa
| Miejsce | Państwo |   |   |   | Razem |
| ------- | ------- | - | - | - | ----- |
| 1.      | Niemcy  | 2 | 0 | 1 | 3     |
| 2.      | Kanada  | 0 | 1 | 0 | 1     |
|         | Austria | 0 | 1 | 0 | 1     |
| 4.      | Francja | 0 | 0 | 1 | 1     |